# David Bawden
David Allen Bawden (22 tháng 9 năm 1959 - 2 tháng 8 năm 2022), là công dân Hoa Kỳ được bầu chọn là Giáo hoàng theo Chủ nghĩa Mật nghị và lấy tông hiệu là Giáo hoàng Micae. Ông tuyên bố trong năm 2009 rằng ông đã có khoảng 30 tín đồ trung thành.
Bawden được bầu chọn vào vị trí giáo hoàng bởi một nhóm nhỏ gồm sáu người giáo dân, bao gồm cả chính ông và cha mẹ ông, những người đã tin rằng Giáo hội Công giáo đã tách rời khỏi đức tin Công giáo kể từ Công đồng Vatican II vì thế không có một vị giáo hoàng đích thực nào được bầu chọn kể từ sau thời Giáo hoàng Piô XII kết thúc năm 1958.

## Thân thế
David Bawden sinh ngày 22 tháng 9 năm 1959 tại Thành phố Oklahoma, Hoa Kỳ. Ông nhanh chóng chịu Phép Rửa tội sau đó vào ngày 18 tháng 10 cùng năm tại Nhà thờ Christ the King Church, Thành phố Oklahoma. Theo Bawden, con đường tu trì của ông bắt đầu từ giữa năm lớp hai và khi giáo hội Công giáo cho thí nghiệm việc Rước lễ trước Bí tích Giải tội. Ông thực hiện ghi thức Rước lễ lẩn đầu vào năm 6 tuổi và việc Giải tội bị trì hoàn đến tận năm lớp sáu. Một số người, bao gồm mẹ của Bawden đã phản đối quyết định này, bà ghi danh cho con mình vào một lớp Giáo lý độc lập vào đầu năm 1967. Một năm sau đó, ông tiếp tục con đường học vấn bằng cách theo học tại Rosary School và học tại đay trong bốn năm. Vào ngày Chúa nhật Lễ Lá năm 1971, Giáo hoàng Phaolô VI giới thiệu hình thức thánh lễ mới, gọi là Novus Ordo. Bawden tỏ ra khó chịu với nghi thức mới này. Vào năm 1972, gia đình ông quyết định không tham dự lễ nghi thức mới và ọc nhanh chóng được giới thiệu vào Hiệp hội Thánh Piô X (SSPX)vào năm 1973 và gia nhập hiệp hội này năm 1975 hoặc 1980.
Bawden từng theo học chủng viện SSPX ở Econe trong thời gian ngắn từ tháng 9 năm 1977 đến tháng 1 năm 1978 và sau đ1o đến chủng viện Armada, Michigan từ tháng 1 đến tháng 12 năm 1978. Sau đó, ông bị yêu càu rời chủng viện và làm việc tại Saint Marys, Kansas từ năm 1979 đến năm 1981 và rời bỏ công việc vào ngày 5 tháng 3 năm 1981.

## Quan điểm
Tháng 12 năm 1983, Bawden viết một lá thư cho nhóm bạn bè nêu rõ niềm tin của ông rằng Roma không còn thẩm quyền. Vị việc tiếp nối bằng việc chàng thanh niên Bawden tiếp tục cho phát hành văn bản "Thẩm quyền, Trong Thời Đại Khủng Bố" vào lúc gần hai năm sau đó, tháng 11 năm 1985. Văn bản này được soạn thảo nhằm hồi đáp một bài viết của linh mục Công giáo Rôma thời cổ đại tự xưng là Lucian Pulvermacher, người sau này được một nhó nhỏ người theo conclavist bầu chọn và được ghi nhận trong lịch sử là Ngụy giáo hoàng Piô XIII. Bài viết của ngụy giáo hoàng này là cơ sở củng cố quan điểm cá nhân Bawden tin rằng quyền hành giáo hội được phân bổ trên toàn thế giới chứ không còn tập trung ở Rôma. Bawden tin rằng tất cả các giáo hoàng kể từ khi Giáo hoàng Piô XII qua đời vào ngày 9 tháng 10 năm 1958, là những người theo chủ nghĩa hiện đại, dị giáo, và những người bội giáo, và do đó cuộc bầu cử của họ không có giá trị. Ông nhận xét chính bản thân họ bị vạ tuyệt thông nhiều lần, hoặc vi phạm vạ tuyệt thông tiền kết vì vi phạm giáo luật do Giáo hoàng Piô X đề ra.
Vào đầu những năm 1980, Teresa Benns cho phát hành viết một bài báo đăng trên một tờ bản tin Công giáo Truyền thống với mục đích chính yếu là yêu cầu "tất cả mọi người Công giáo" cùng tham gia tổ chức một mật nghị. Sau đó năm 1990, Benns và Bawden đã xuất bản cuốn sách "Liệu Giáo hội Công giáo có thể tồn tại qua thế kỷ thứ hai mươi?"' nhằm một lần nữa nêu lên quan điểm cần tổ chức mật nghị chọn tân giáo hoàng. Tuy đã nhiều lần ra sức mời chào, Benns và Bawden chỉ được sự ủng hộ của sáu người.

## Giáo hoàng
Bawden tuyên bố đã được bầu vào chức vụ giáo hoàng năm 1990, trong một cuộc họp kín của giáo hoàng với sự tham dự của năm người khác, bao gồm cả cha mẹ của ông. Năm người đó gồm song thân của ông, ông Kennett Bawden và bà Clara Bawden, vợ chồng ông bà Robert Hunt và Teresa Benns. Mật nghị này chính xác là được tổ chức vào ngày 16 tháng 7 năm 1990 tại Belvue, Kansas ở Hoa Kỳ trong một cửa hàng thuộc sở hữu của gia đình Bawden.
Tuy đã được chọn làm "giáo hoàng", mãi đến ngày 9 tháng 12 năm 2001, ông mới được truyền chức linh mục, bởi một cựu giám mục Công giáo.
Tuy là một trong số 5 cử tri ngoài Bawden, sau đó bà Benns đã quyết định công khai xuất bản một loạt các bài viết trên internet vào năm 2007 để hỏi về giáo luật trong mật nghị chọn Bawden làm Giáo hoàng, đồng thời cũng quyết định rút lại sự ủng hộ của mình cho Bawden. Nội dung chính yếu của việc phản đối là do Bawden đã đặt ra luật lệ cấm giáo dân tham gia bầu cử, tức là giáo dân không thể trở thành giáo hoàng. Đáp trả lại bà Benns, giáo hoàng Micae lên án các luận điểm của bà này là dị giáo.
Năm 2005, ông đã viết cuốn sách Truth Is One và theo ông, cuốn sách này được làm miễn phí và tải về hàng ngàn lần và ông chỉ có hai sửa đổi nhỏ.
Trong năm 2009, "thư ký giáo hoàng" có thời gian phục vụ lâu dài, một người Đông Ấn là Lucio Mascarenhas đã bị Bawden thay thế bằng Phil Friedl, một người Mỹ trẻ đang tu học dưới sự hướng dẫn của "giáo hoàng Bawden".
Trong năm 2010, nhà làm phim độc lập Adam Fairholm đã tạo ra một bộ phim tài liệi dài về ông. Bawden còn là chủ đề trong một chương của cuốn sách năm 2004 Whats the Matter with Kansas? của nhà báo Mỹ kiêm sử gia Thomas Frank.

### Quan điểm
Giáo hoàng Micae bị chỉ trích vì vi phạm Luật bầu cử, về từ chối tính hợp pháp của Six ans se sont" của Giáo hoàng Piô XII liên quan đến sự bất lực của giáo hoàng được bầu bởi giáo dân. Bawden cũng có quan điểm tin rằng những người không Công giáo có thể được cứu sống bên ngoài Giáo hội. Ông cũng tin vào phép Báp têm bởi lòng tin và máu.

## Qua đời
Vào ngày 10 tháng 7 năm 2022, tài khoản Twitter của hội nghị đã đăng rằng Ông phải phẫu thuật khẩn cấp và đang hôn mê. Ông mất ngày 2 tháng 8 năm 2022, tại Thành phố Kansas, Missouri.